# Étienne Wolff
Étienne Wolff (12. února 1904, Auxerre – 18. listopadu 1996, Paříž) byl francouzský biolog.
V roce 1958 se stal ředitelem Société zoologique de France a za člena Francouzské akademie byl zvolen roku 1963.

## Dílo
- Thèses présentées à la Faculté des sciences de l'Université de Strasbourg pour obtenir le grade de docteur ès-sciences naturelles. 1re thèse : Les Bases de la tératogénèse expérimentale des vertébrés amniotes d'après les résultats de méthodes directes. 2e thèse : L'Évolution après l'éclosion des poulets mâles transformés en intersexués par l'hormone femelle injectée aux jeunes embryons (1936)
- Les Changements de sexe (1946)
- La Science des monstres (1948)
- Les Chemins de la vie (1963)
- Les Pancrates, nos nouveaux maîtres (1975)
- Dialogues avec mes animaux familiers (1979)
- Trois pattes pour un canard (1990)